# Metamynoglenes
Metamynoglenes is een geslacht van spinnen uit de familie hangmatspinnen (Linyphiidae).

## Soorten
De volgende soorten zijn bij het geslacht ingedeeld:
- Metamynoglenes absurda Blest & Vink, 2002
- Metamynoglenes attenuata Blest, 1979
- Metamynoglenes flagellata Blest, 1979
- Metamynoglenes gracilis Blest, 1979
- Metamynoglenes helicoides Blest, 1979
- Metamynoglenes incurvata Blest, 1979
- Metamynoglenes magna Blest, 1979
- Metamynoglenes ngongotaha Blest & Vink, 2002